# Hokarani, Sindhnur
Hokarani là một làng thuộc tehsil Sindhnur, huyện Raichur, bang Karnataka, Ấn Độ.